# Lenticelle

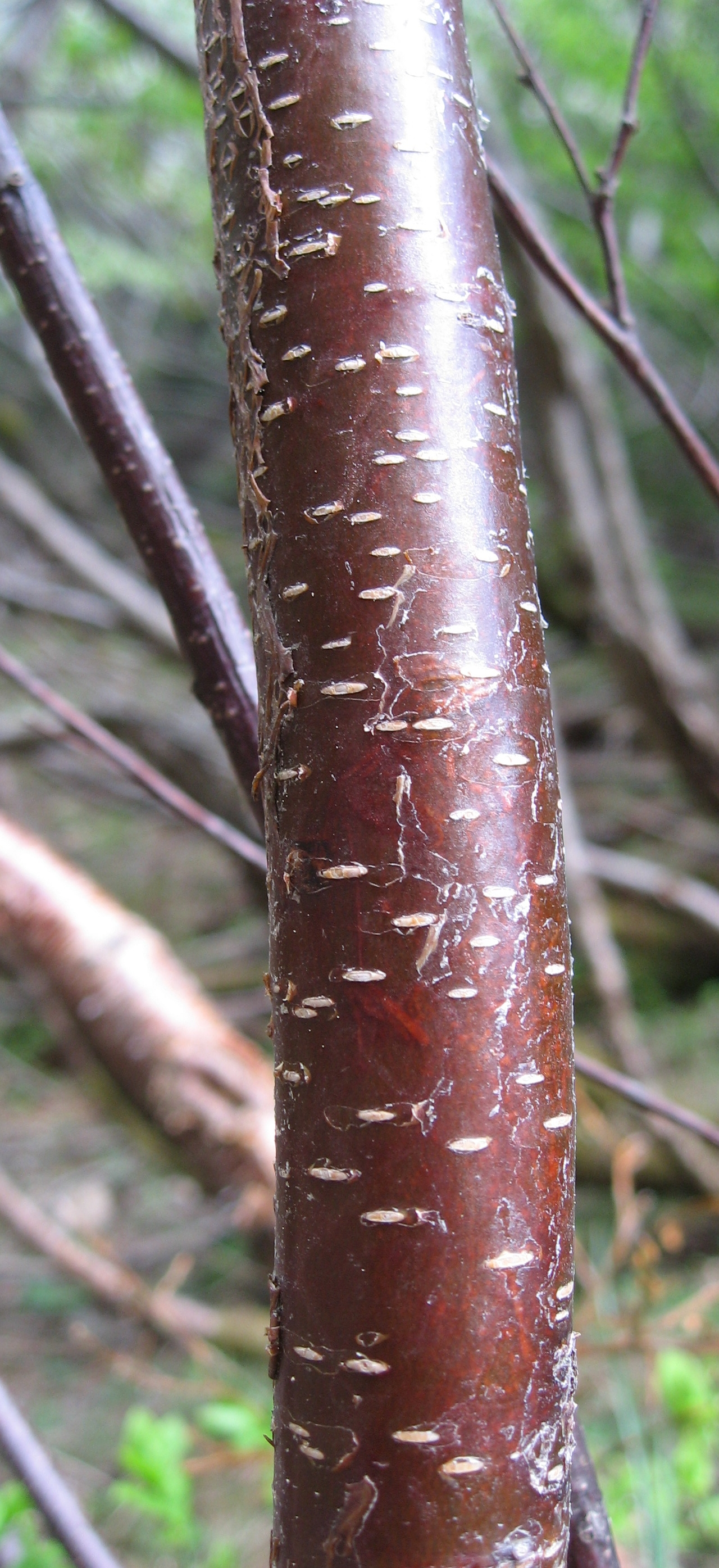
Lenticelles de cerisier.

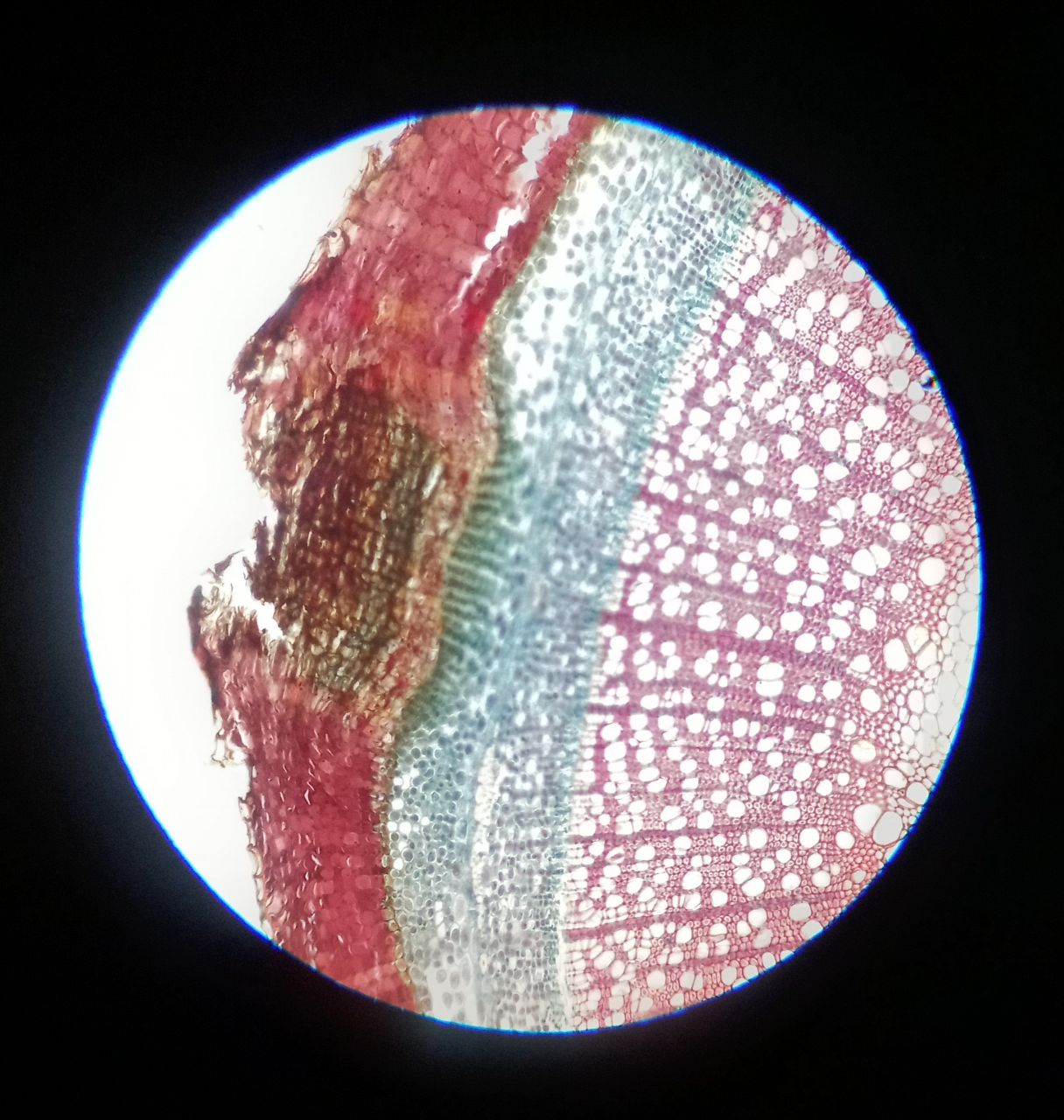
L'observation en microscopie optique d'une section de tige colorée au carmino-vert, montrant une lenticelle, sorte de brèche ouverte dans le suber.

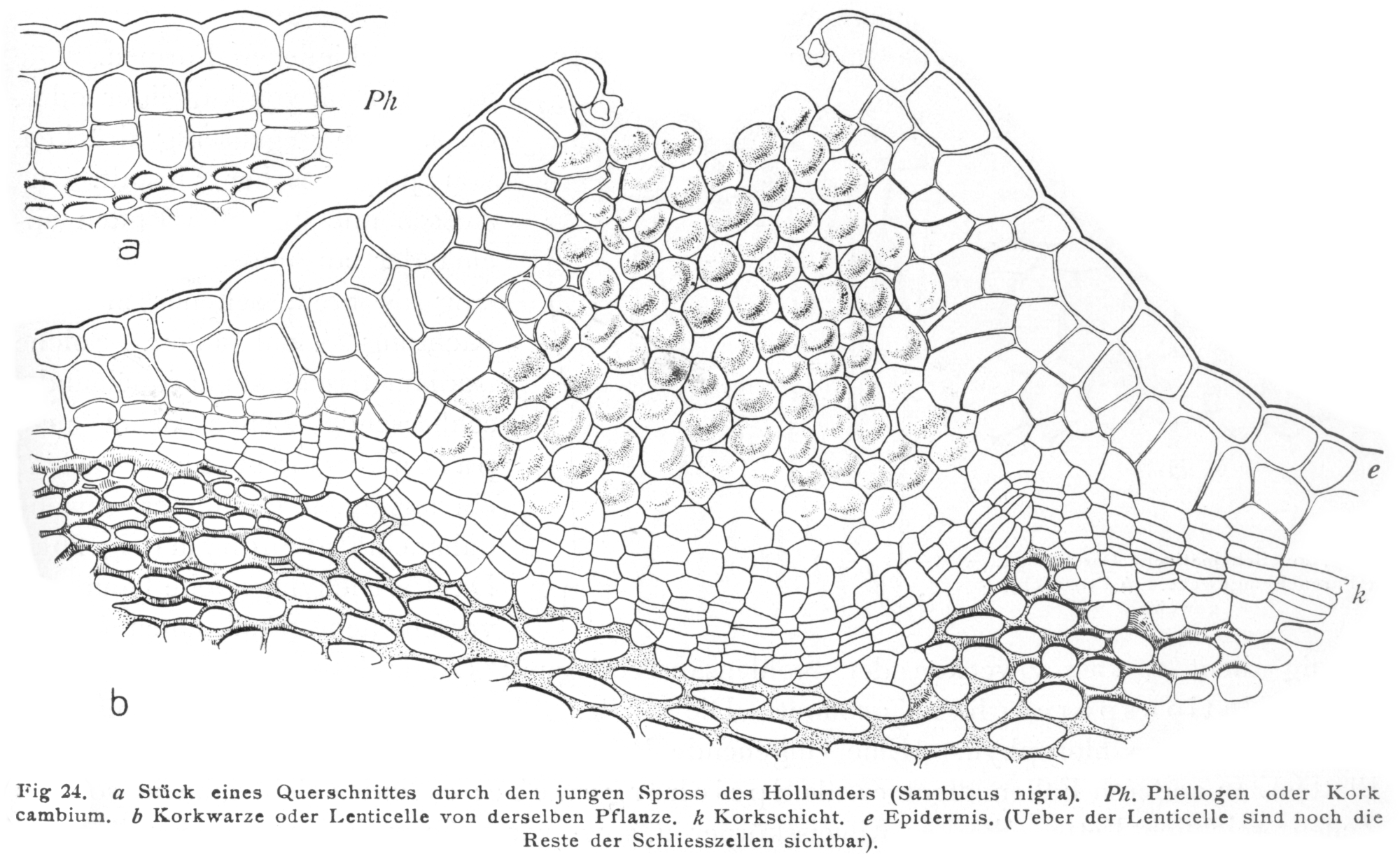
Coupe transversale d'une jeune tige de sureau noir. a/ phellogène ; b/ lenticelle.
Légende : liège (k), épiderme (e).

Une lenticelle (dérivé savant du latin lens, lentis, « lentille », en référence au relief de forme lenticulaire créé par cette structure) est une sorte de pore ou de canal traversant la masse du liège dans l'écorce des racines et des tiges lignifiées des arbres, mettant le suber en communication avec l'atmosphère et formant des aspérités, parfois colorées. On en trouve aussi parfois à la surface de certains fruits, on parle alors de « rugosité ».
Elles peuvent être solitaires ou en rangées, rondes, ovales ou allongées en forme de stries, le nombre et la forme des lenticelles variant d'une espèce à l'autre. Elles couvrent 2 à 3 % de la surface des tiges. Leurs fonctions sont encore mal comprises, mais elles permettent des échanges d'oxygène, de vapeur d'eau (rejet d'une part de cette vapeur d'eau interne via la transpiration) et de composés organiques volatils entre l'arbre et l'atmosphère ou l'eau (rosée, condensation de brume, neige fondante ou pluie ruisselant sur l'écorce). Un piégeage lenticellaire de certains polluants de l'air semble possible, qui pourrait notamment contribuer à l'accumulation de certains métaux dans le suber puis à leur piégeage durable dans les cernes du bois. À l'image des crevasses formées par le rhytidome sur les arbres âgés ou des stomates présentes sur les feuilles, les lenticelles sont des prises d'air du parenchyme lacuneux (réseau de lacunes situées entre les cellules plus internes, par lesquelles les gaz transitent au cœur de la feuille ou de la tige). Une adaptation des plantes à l'hydromorphie (zones marécageuses, milieux de taïga et de toundra) est le développement de lenticelles hypertrophiées et de ce réseau en aérenchyme qui met en relation les lacunes des organes aériens avec celles des racines qui manquent d'oxygène. 

## Rôles

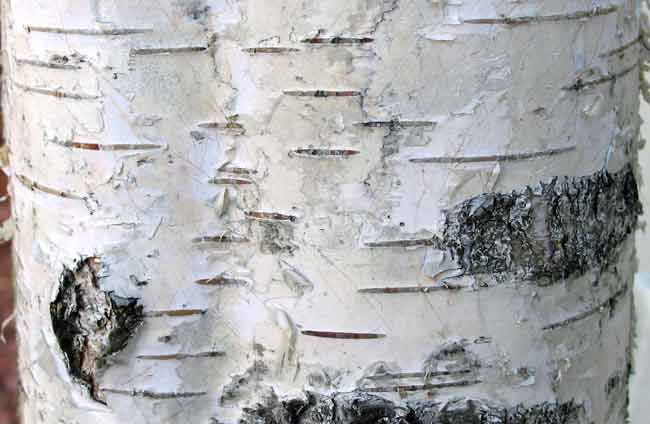
Lenticelles horizontales sur un bouleau verruqueux dont l'écorce, en vieillissant, se transforme en un rhytidome marqué de crevasses à bords rugueux et noirâtres.

Les lenticelles permettent les échanges gazeux entre l'atmosphère et les tissus internes des végétaux, notamment pour des arbres dont les racines sont provisoirement inondées et privées d'oxygène.
Elles peuvent servir à absorber les gaz, tel le CO2 ou l'oxygène, à éliminer des gaz toxiques, à s'adapter à un ennoiement permanent (on assiste alors en bas du tronc au développement de lenticelles hypertrophiées, de forme nodulaire),,,,.
Le Cerisier a des lenticelles sur son tronc qui sont plus visibles que sur le Pommier.

## Formation

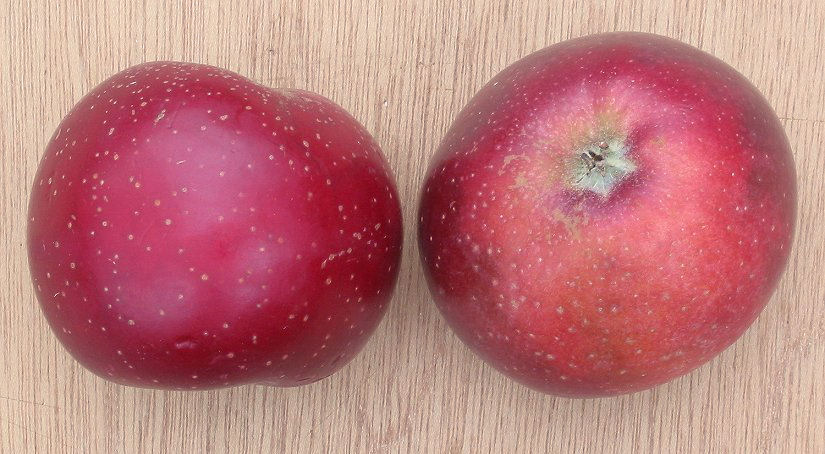
Lenticelles sur pommes.

Les lenticelles se forment pendant le développement de l'écorce. Celle-ci se fissure par endroits faisant apparaître une lenticelle après la formation d'un phellogène.
Les lenticelles ou pores de liège correspondent à des régions parenchymateuses du périderme dans lesquelles des cellules subérifiées du liège (cellules mortes et imperméables) se désolidarisent, laissant des méats entre elles, permettant des échanges gazeux avec l'atmosphère externe. Sur les tiges jeunes non lignifiées et sur les feuilles, ces échanges se font avec les stomates. Dans les tiges lignifiées, le phellogène met en place vers l'extérieur des cellules qui se différencient en parenchyme (le tissu de soutien) qui, en se divisant abondamment, font pression sur les tissus extérieurs jusqu'à désolidariser les cellules plus ou moins subérifiées et déchirer l'épiderme. Ces régions parenchymateuses forment ainsi comme des verrues qui, vues à un faible grossissement, semblent crever l'épiderme, créant une fissure dans le périderme,.

## Fruits
Les lenticelles sont également présentes sur de nombreux fruits comme la pomme, la poire, l'olive, etc. Sur la poire, elles peuvent servir d'indicateur sur la maturité du fruit, leur brunissement signifiant que le fruit est mûr.
Certaines bactéries ou champignons peuvent pénétrer dans le fruit via les lenticelles.